# 大久保インターチェンジ
大久保インターチェンジ （おおくぼインターチェンジ）は、兵庫県明石市大久保にある第二神明道路のインターチェンジである。

## 道路
- E93 第二神明道路（7番）

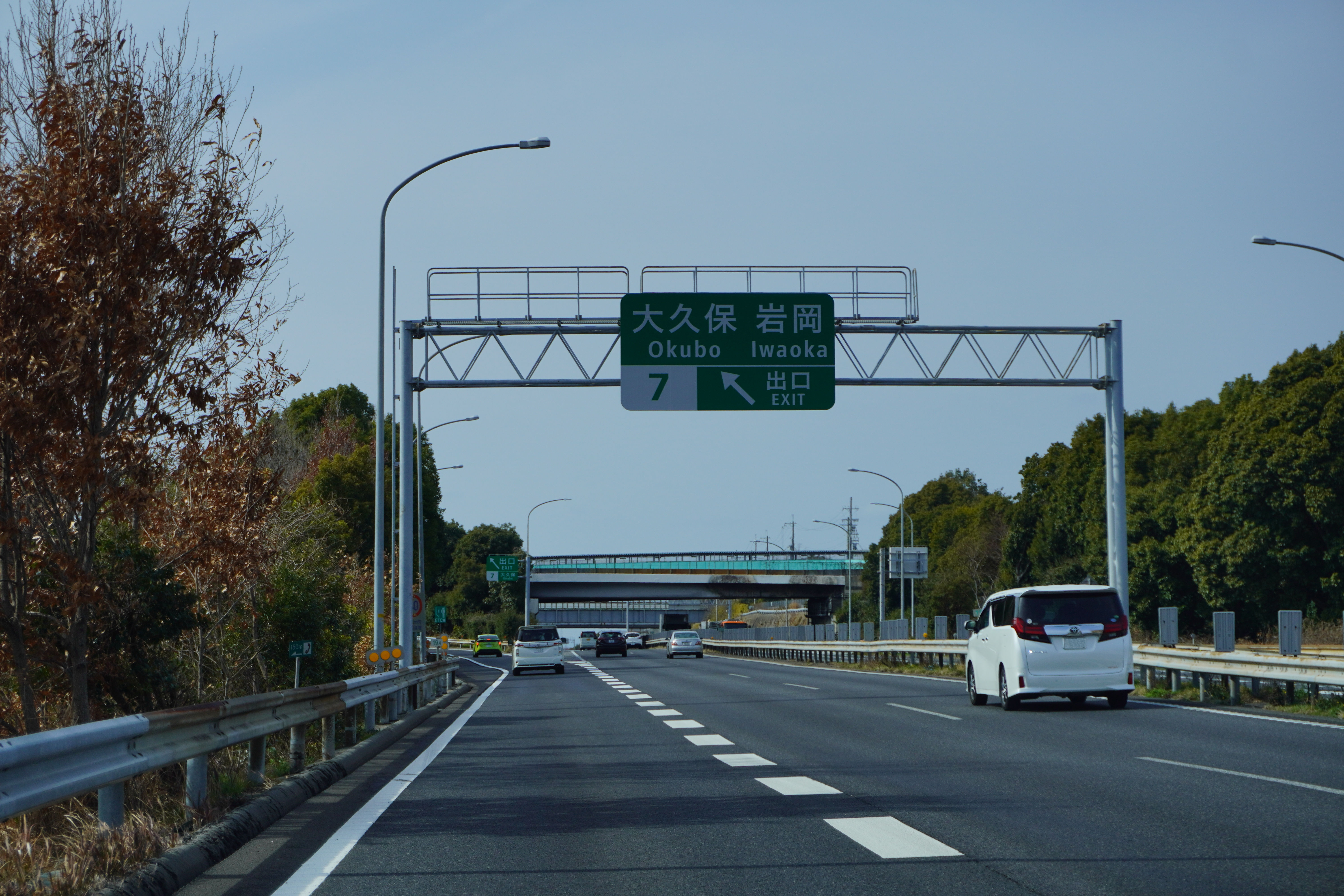
大久保IC下り出口
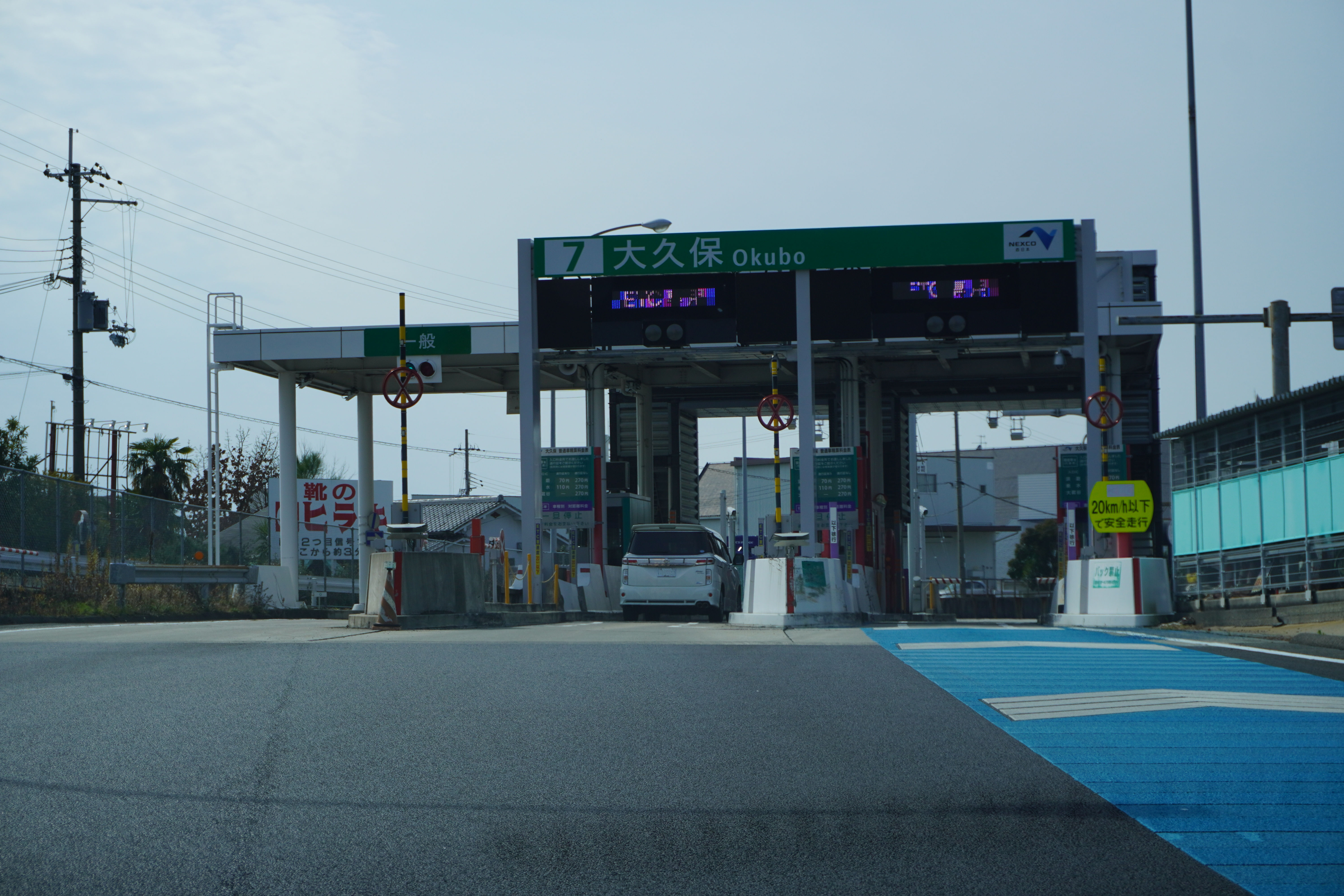
大久保IC出口料金所

## 接続する道路
- 兵庫県道148号大久保稲美加古川線
- 兵庫県道379号岩岡魚住線

## 周辺
- 明石SA
- 石ケ谷公園
- 兵庫県立明石北高等学校
- 江井ヶ島海水浴場
- 江井ヶ島港
- 靴のヒラキ岩岡店
- JR山陽本線 大久保駅
- イオン明石ショッピングセンター
- イズミヤ西神戸店

## 隣
E93 第二神明道路
(6) 玉津IC - 明石SA - (7) 大久保IC - (8) 明石西IC